# Peter Pace

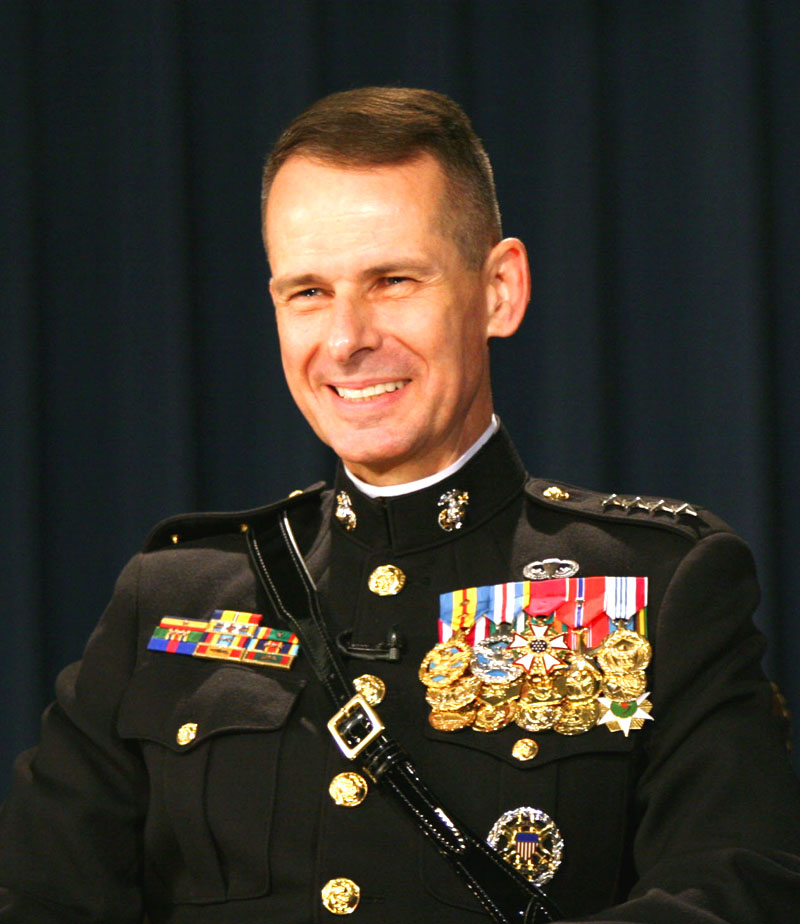
Peter Pace, 2005

Peter Pace (ur. 5 listopada 1945 Nowym Jorku) – generał Korpusu Piechoty Morskiej Stanów Zjednoczonych, przewodniczący Kolegium Połączonych Szefów Sztabów (2005–2007).

## Zarys biografii
Absolwent United States Naval Academy i George Washington University.
Uczestnik wojny wietnamskiej. Dowodził różnymi jednostkami piechoty morskiej. Od 1997 dowodził Południowym Korpusem Piechoty Morskiej Stanów Zjednoczonych. W 2000 został dowódcą USSOUTHCOM. W 2001 mianowany zastępcą Przewodniczącego Kolegium Połączonych Szefów Sztabów, a od 2005 do 2007 jego przewodniczący. Był pierwszym przewodniczącym wywodzącym się z US Marine Corps.
8 czerwca 2007 amerykański sekretarz obrony Robert Gates ogłosił, że 30 września Peter Pace odejdzie z Pentagonu. Nowym przewodniczącym zostanie dotychczasowy szef Sztabu US Navy admirał Michael Glenn Mullen.

## Awanse
- podporucznik USMC – 1967
- porucznik USMC – 1969
- kapitan USMC – 1971
- major USMC – 1977
- podpułkownik USMC – 1982
- pułkownik USMC – 1988
- generał brygadier USMC – 1992
- generał major USMC – 1994
- generał porucznik USMC – 1996
- generał USMC – 2000

## Odznaczenia
- Parachutist Badge
- Office of the Joint Chiefs of Staff Identification Badge
- Defense Distinguished Service Medal – czterokrotnie
- Navy Distinguished Service Medal
- Army Distinguished Service Medal
- Air Force Distinguished Service Medal
- Coast Guard Distinguished Service Medal
- Defense Superior Service Medal
- Legia Zasługi
- Brązowa Gwiazda z odznaką waleczności
- Medal Departamentu Obrony za Chwalebną Służbę
- Medal za Chwalebną Służbę – dwukrotnie
- Navy and Marine Corps Commendation Medal z odznaką waleczności
- Navy and Marine Corps Achievement Medal – dwukrotnie
- Combat Action Ribbon
- Navy Presidential Unit Citation
- Joint Meritorious Unit Award – czterokrotnie
- Navy Unit Commendation – dwukrotnie
- Navy Meritorious Unit Commendation – czterokrotnie
- Prezydencki Medal Wolności
- National Defense Service Medal – trzykrotnie
- Armed Forces Expeditionary Medal – trzykrotnie
- Vietnam Service Medal – sześciokrotnie
- Global War on Terrorism Service Medal
- Korea Defense Service Medal
- Humanitarian Service Medal
- Sea Service Deployment Ribbon – trzykrotnie
- Navy & Marine Corps Overseas Service Ribbon – trzykrotnie
- Marine Corps Recruiting Ribbon
- Wielka Wstęga Orderu Wschodzącego Słońca (Japonia)
- Order Świętego Skarbu (Japonia)
- Meritorious Service Cross (Kanada)
- Krzyż Wielki Orderu Zasługi dla Marynarki Wojennej im Admirała Padilli (Kolumbia)
- Order Zasługi dla Bezpieczeństwa Narodowego I klasy (Korea Południowa)
- United Nations Medal (ONZ)
- Vietnam Gallantry Cross Unit Citation (Wietnam Południowy)
- Vietnam Civil Actions Unit Citation (Wietnam Południowy)
- Medal „Za kampanię w Wietnamie” (Vietnam Campaign Medal – Wietnam Południowy)